# اینگوار دوردست‌نورد

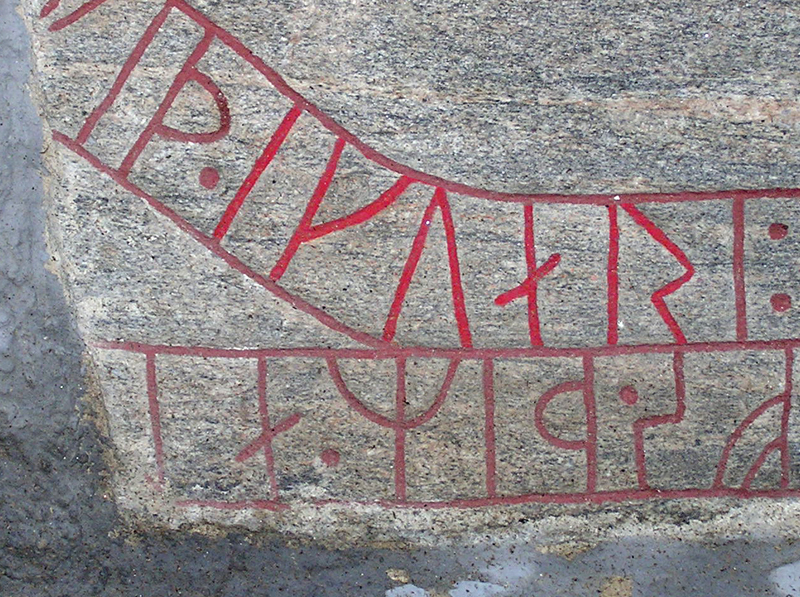
سنگ رونیک مرتبط با داستان اینگوار

اینگوار دوردست‌نورد (به زبان نورس باستان: Yngvarr víðförliبه سوئدی: Ingvar Vittfarne) یکی از رهبران وایکینگ‌ها بود که در اردوکشی‌های روس‌ها به دریای خزر در ۱۰۳۶–۱۰۴۲ میلادی حضور داشت.
در خلال اردوکشی‌های روس‌ها به دریای خزر در قرن ۱۰ میلادی حماسه اینگوار بزرگ‌مسافر توصیف شده‌است که در آن آخرین اعزام وایکینگ‌ها به دریای خزر در ۱۰۴۱ میلادی گزارش شده. این حماسه شامل محتویات افسانه‌ای در خلال واقعیات است. اینگوار بزرگ‌مسافر برای سفر از سوئد راه افتاد و به پایین رودخانه ولگا رفت و از سرزمین عرب‌ها (سرکلند) راه خود را ادامه داد. او و دیگر وایکینگ‌ها ظاهراً در زمان جنگ میان گرجستان-بیزانس در نبرد ساسیرتی شرکت جستند.
کمتر از بیست و شش سنگ رونیک از اینگوار وجود دارد که بیست و چهارتایشان در دریاچه مئلارن منطقه اوپلاند سوئد است. بر روی این سنگ‌ها با خط رونیک داستان سفر اینگوار به سرزمین مسلمانان که احتمالاً با هدف بازگشایی مسیر تجاری ولگا پس از سقوط بلغارستان ولگا و خزران بود. یک سنگ به مرگ اینگوار در شرق اشاره دارد ولی می‌گوید که طلاهایی را برای مردم فرستاده‌است.

## پس از او
با توجه به حماسه‌های افسانه‌ای در مورد اینگوار تنها یک کشتی بازگشت و ۲۶ کشتی دیگر از بین رفتند. در این باره سنگ رونیک گریپشولم می‌گوید:
| « | او در شرق مُرد؛ در سرکلند. | » |